# Stainovți, Gabrovo
Stainovți (în bulgară Стайновци) este un sat în comuna Treavna, regiunea Gabrovo,  Bulgaria. 

## Demografie
Componența etnică a satului Stainovți
     Bulgari (100%)
     Nicio identificare (0%)
     Altele (0%)
La recensământul din 2011, populația satului Stainovți era de 4 locuitori. Din punct de vedere etnic, toți locuitorii erau bulgari.